# مات كينغسلي (كرة سلة)
مات كينغسلي (بالإنجليزية: Matt Kingsley)‏ مواليد 11 يوليو 1986 في بومونت، هو لاعب كرة سلة أمريكي سابق. بدأ مسيرته الاحترافية في سنة 2009. يبلغ طوله 6 قدم 9 بوصة (2.1 م). اعتزل اللعب في 2012. لعب مع شياولياي في دوري البلطيق لكرة السلة.